# Brad, Hunedoara
Brad là một đô thị thuộc hạt Hunedoara, România. Dân số thời điểm năm 2002 là 16485 người.